# لوتارو مر
لوتارو مر (بالإسبانية: Lautaro Mur)‏ هو لاعب كرة قدم أرجنتيني في مركز الوسط، ولد في 7 أبريل 1997 في الأرجنتين. لعب مع ديفينسوريس دي بيلغرانو.

## وصلات خارجية
- لوتارو مر على موقع قاعدة بيانات كرة القدم.إي يو (الإنجليزية)
- لوتارو مر على موقع Soccerway.com (الإنجليزية)